# Blaise de Bejar
Le chevalier Blaise de Bejar, seigneur de Westakker et d'Oosthoven, est un homme politique anversois, mort en 1630.

## Biographie
D'une famille espagnol, Blaise de Bejar est le fils du chevalier Blaise de Bejar, seigneur de Westakker et d'Oosthoven, et de Catherine de Cocquiel. Marié à Jossine van Gemert, il est le père de Jean de Béjar.
Surintendant des gardes et échevin de la ville d'Anvers, il en est neuf fois bourgmestre (1592, 1593, 1598, 1599, 1606, 1607, 1612, 1613 et 1616).
Des problèmes de santé l'empêchant d'assister à l'inauguration des archiducs faite en la ville en décembre 1599, il se fait transporter le soir sur le théâtre construit devant l'hôtel de ville. Il descend alors de sa litière afin de baiser les mains et prêter le serment aux archiducs qu'il n'avait pu faire avec les autres magistrats de la cité. Après avoir reçu compliment de l'archiduc pour ses mérites et ses services, il se retire.
Il est député à l'assemblée des États généraux et de Brabant.